# 앤절라 랜즈베리
앤절라 랜즈베리 여사(영어: Dame Angela Lansbury, DBE, 1925년 10월 16일 ~ 2022년 10월 11일)는 영국에서 태어난 배우이다. 정치인 집안 출신으로, 1944년 영화 《가스등》으로 배우로 데뷔한 이래 영화, TV, 연극 등 다양한 분야에서 활동하였다. 1951년 미국으로 귀화했다. 유니버설 스튜디오의 TV 시리즈 《제시카의 추리극장》의 주인공 제시카 플레처 역으로 잘 알려져 있다.

## 출연 작품

### 영화
- 가스등(1944)
- 녹원의 천사(1944)
- 도리안 그레이의 초상(1945)
- 나일 강의 죽음(1978)
- 거울 살인 사건(1980)
- 늑대의 혈족(1984)
- 미녀와 야수(1991) - 목소리 출연
- 아나스타샤(1997) - 목소리 출연
- 어바웃 슈미트(2002)
- 내니 맥피 - 우리 유모는 마법사(2005)
- 파퍼씨네 펭귄들(2011)
- 그린치(2018) - 맥거클 역 (목소리 출연)
- 메리 포핀스 리턴즈(2018) - 풍선 할머니 역

## 가족관계
- 조부: 조지 랜즈베리(노동당 당수)
- 부: 에드가 랜즈베리(정치가)
- 동생: 에드가 랜즈베리(TV 제작자)
- 동생: 브루스 랜즈베리(프로듀서, 각본가)
- 전 남편: 리처드 크롬웰(배우)
- 전 남편: 피터 쇼(프로듀서) - 사별
- 아들: 데이비드 쇼(배우)
- 아들: 앤서니 쇼(배우)
- 딸: 디어드리 앤절라 쇼

## 서훈
- 1994년 대영 제국 훈장 3등급(CBE)[1]
- 2014년 대영 제국 훈장 2등급(DBE, 작위급 훈장)[2]

## 주해
1. ↑  영국 국적은 유지하였다.